# Filip Smoljan
Filip Smoljan (* 18. Februar 1999 in Graz, Österreich) ist ein kroatisch-bosnischer Fußballspieler.

## Karriere
Smoljan begann seine Karriere beim GSV Wacker. Im Oktober 2009 wechselte er in die Jugend des Grazer AK. Ab 2013 spielte er in der AKA HIB Liebenau. Im September 2015 wechselte er zu den fünftklassigen Amateuren des TSV Hartberg.
Im März 2017 wechselte er zum viertklassigen TuS Bad Gleichenberg. Im selben Monat debütierte er gegen den USV Gnas in der Landesliga. Bis Saisonende kam er zu elf Einsätzen in der Landesliga. Zu Saisonende stieg er mit Bad Gleichenberg in die Regionalliga auf.
Daraufhin wechselte er zur Saison 2017/18 zum fünftklassigen SV Feldbach. Zur Saison 2018/19 wechselte er zum Regionalligisten Grazer AK, bei dem er bereits in seiner Jugend gespielt hatte. Sein Debüt in der Regionalliga gab er im März 2019, als er am 18. Spieltag jener Saison gegen den Deutschlandsberger SC in der 79. Minute für Alexander Rother eingewechselt wurde. In jenem Spiel, das der GAK mit 5:0 gewann, erzielte er auch sein erstes Regionalligator. Bis Saisonende kam er zu neun Einsätzen, in denen er ein Tor erzielte. Zu Saisonende stieg er mit dem GAK als Meister der Regionalliga Mitte in die 2. Liga auf. Für die zweite Mannschaft des GAK trat er in der siebentklassigen Gebietsliga Mitte in Erscheinung und kam über die gesamte Saison hinweg zu 15 Meisterschaftseinsätzen, bei denen er 32 Tore erzielte und damit überlegen Torschützenkönig wurde (Torschnitt: 2,13). Auch mit der zweiten Mannschaft schaffte er den Meistertitel und stieg in die sechstklassige Unterliga Mitte auf.
Sein Zweitligadebüt gab er im Juli 2019, als er am ersten Spieltag der Saison 2019/20 gegen den Floridsdorfer AC in der 71. Minute für Alexander Rother eingewechselt wurde. In zweieinhalb Jahren mit dem GAK in der 2. Liga kam der verletzungsanfällige Stürmer allerdings nur zu 15 Einsätzen, in denen er zweimal traf. Im Januar 2022 wechselte er auf Kooperationsbasis zum Regionalligisten SC Kalsdorf. Nach dem Ende der Leihe kehrte er allerdings nicht mehr nach Graz zurück, sondern wechselte zur Saison 2022/23 fest zum Regionalligisten FC Gleisdorf 09.
Im Sommer 2023 wechselte er weiter zum Landesligisten SV Tillmitsch, bei dem er im Jänner 2024 seinen Vertrag vorzeitig bis Sommer 2026 verlängerte.

## Persönliches
Sein Bruder Dragan (* 2000) ist ebenfalls Fußballspieler.